# 麥迪遜 (北卡羅萊納州)
麥迪遜（英語：Madison）是一個位於美國北卡羅萊納州羅京安縣的城鎮。

## 人口
根據2020年美國人口普查的數據，麥迪遜的面積為9.21平方千米，當中陸地面積為9.17平方千米，而水域面積為0.04平方千米。當地共有人口2129人，而人口密度為每平方千米231人。